# Vintage Computer Festival

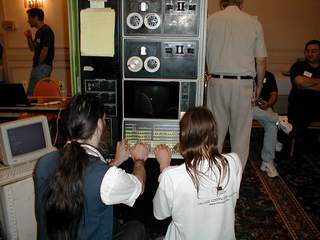
DEC PDP-12 en el primer VCF Este, Marlborough (Massachusetts), (2001)

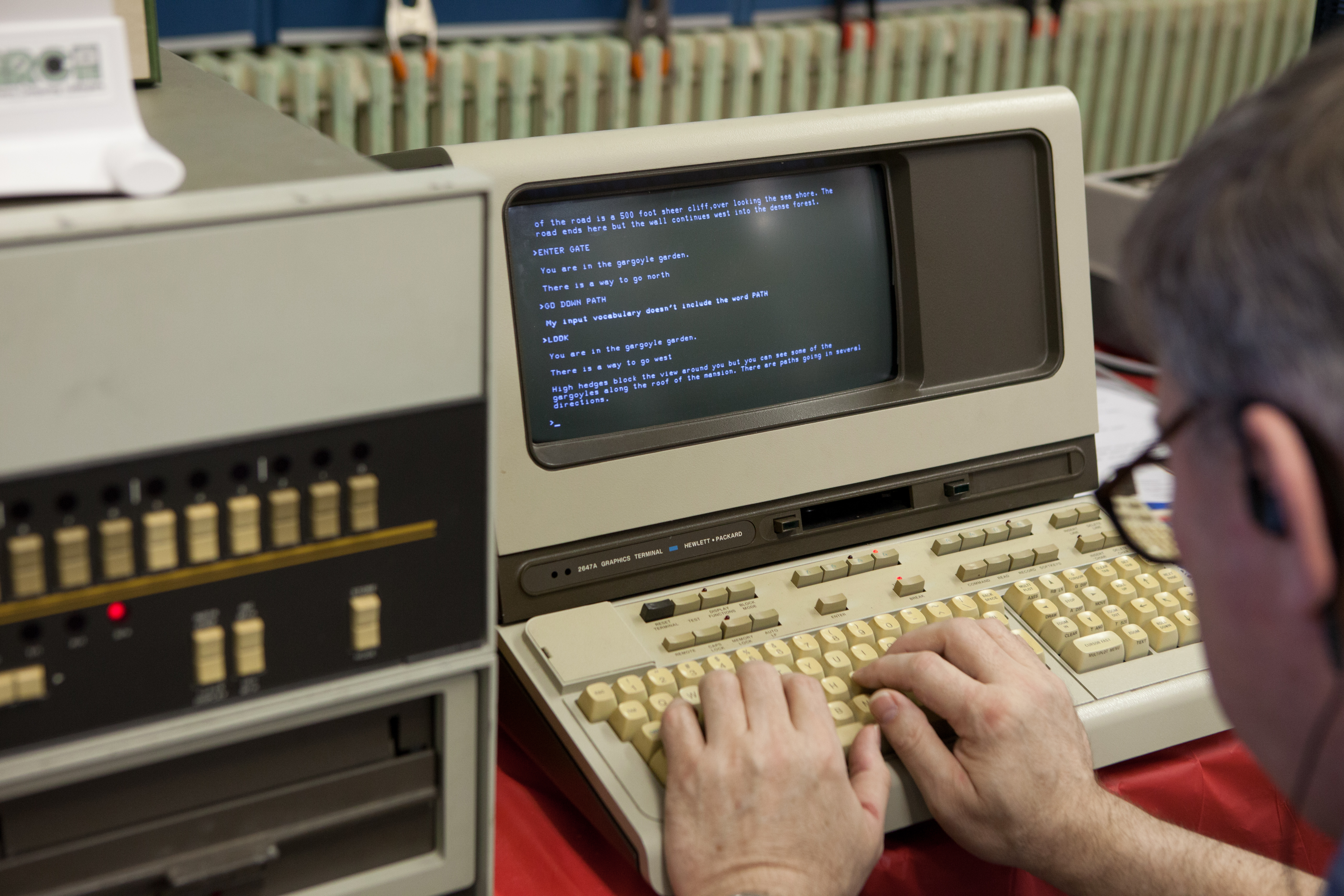
Terminal HP 2647A conectada a una minicomputadora HP 1000 Minicomputer, Vintage Computer Festival East 2012

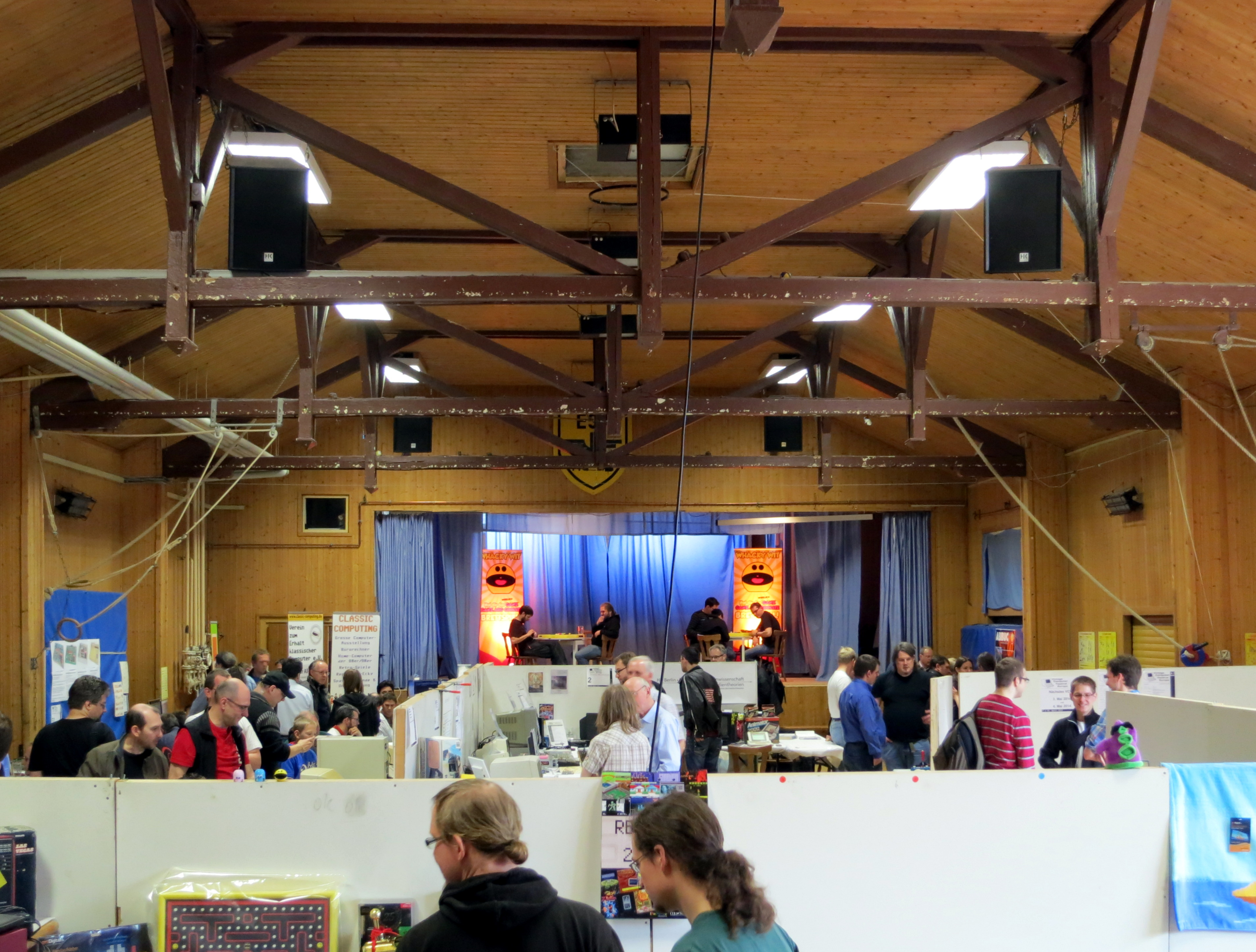
Mirando hacia el salón de actos del Vintage Computer Festival Europa 2013

El Vintage Computer Festival (VCF) es un acontecimiento internacional que celebra la historia de la informática. Se celebra anualmente en varias ubicaciones en Estados Unidos y varios países internacionalmente. Fue fundado por Sellam Ismail en 1997. En febrero de 2016, los derechos de la franquicia de Vintage Computer Festival son propiedad de Vintage Computer Federation Inc., una organización sin ánimo de lucro educativa 501(c)3 .

## Propósito
El Vintage Computer Festival promueve la preservación de ordenadores obsoletos al ofrecer al público una posibilidad de experimentar las tecnologías, personas e historias que encarna la historia notable de la revolución del ordenador. Los acontecimientos VCF incluyen salas de exposición donde utilizar los equipos, discursos de personajes VIP, clases técnicas, y otras atracciones que dependen del local. Es consiguientemente uno de los primeros mercados físicos para hardware de ordenador antiguo.

## Acontecimientos

### Estados Unidos
El VCF fue fundado en 1997 por el estadounidense Sellam Ismail, un coleccionista de hardware obsoleto y software de computadora, que lo concibe como una empresa de servicios contra el olvido digital ofrece. La reunión de 1998 de coleccionistas en California tuvo lugar en Pleasanton. la sede cambia cada año en los EE. UU., en 2002, el festival se llevó a cabo, por ejemplo, en Silicon Valley en Mountain View (California).
La Vintage Computer Federation posee VCF East (Municipio de Wall (Nueva Jersey)), VCF West (Mountain View (California)), y ediciones futuras. Las ediciones independientes incluyen el VCF Midwest (metro Chicago, Illinois) y VCF Southeast (Atlanta, Georgia).

### Reino Unido
En 2010 tuvo lugar por primera vez el Vintage Computer Festival GB, en el National Museum of Computing en Bletchley Park, Buckinghamshire.

### Vintage Computer Festival Europa (VCFe)
Desde el año 2000 existe el Vintage Computer Festival Europa (VCFe) una rama europea, que se celebra desde entonces alrededor del 1 de mayo en (Múnich, Alemania). El evento consiste en una exposición de equipo histórico, se llevan a cabo conferencias y excursiones, por ejemplo, para el proyecto Cray-Cyber de la Gesellschaft für historische Rechenanlagen e. V. Otros temas puntuales son referencias de hardware histórico o juegos históricos de ordenador ( Retro Games ).
El VCFe sirve diversos clubes historia de la informática como una plataforma de presentación y la cooperación, Por ejemplo, el Apple User Group Europa e. V. AUGE o el Verein zum Erhalt klassischer Computer e. V.
El VCFe en 2012 tiene 1500 unidades en su propio conjunto de hardware histórico.

### VCFe / CH
En octubre de 2013 se celebra un VCFe en la ciudad suiza de Winterthur en su lugar.

### Berlín
A partir de octubre de 2014 fue la primera vez que el Vintage Computer Festival Europa se celebra en Berlín (VCFB) en su lugar. La atención se centró en el hardware histórico de la Alemania Oriental y una fiesta con los sonidos de los dispositivos de la era de los 8 bits. También se reparó el hardware por soldadura y había una competencia de codificación en la programación pasado en plataformas obsoletas en su lugar.
El 3 y 4 de octubre de 2015, tuvo lugar el segundo VCFB al mismo tiempo que la primera Maker Faire celebrada en Berlín.

### Recepción
Los Vintage Computer Festivals atraen regularmente a cientos de visitantes. La sucursal británica contó con más de 2000 visitantes en 2010, el Vintage Computer Festival Southeast 2013 1100 visitantes. Un total de 2600 visitantes asistieron al Vintage Computing Festival Berlin en 2018.